# つっぱり大相撲
『つっぱり大相撲』（つっぱりおおずもう）は、テクモが開発し1987年9月18日に発売されたファミリーコンピュータ用スポーツゲーム。

## 概要
家庭用ゲーム機で発売された大相撲を題材としたタイトルとしては最も古いもので、以後に発売された大相撲のゲームでは、ほとんどの作品で本作と同様のゲームシステムが導入されている。またファミコンでプレイヤーキャラクターの名前に漢字を使用できるようにしたのは本作が初。
ゲーム・デザインは吉沢秀雄、音楽は同社のファミリーコンピュータ用ソフト『忍者龍剣伝』（1988年）などを手掛けた山岸継司が担当している。当初は開発を外注していたが、発売日を告知した後に外注先に状況を確認したところまだ2割程度しか開発が進んでおらず、仕方なく外注契約を破棄して社内で作り直したというエピソードがある。また操作系は2回ほど全面的に作り直しており、プログラマの猪瀬祥希によれば「企画担当者の目の前で企画書を破いた」という。後述する特殊な決まり手や裏技も、猪瀬が「夜中にこっそり作って、企画に黙って入れた」ものである。
2003年に携帯電話用アプリゲームとしてVアプリにて配信された他、バーチャルコンソール対応ソフトとして2007年にWii、2013年にニンテンドー3DS、2014年にWii Uにてそれぞれ配信された。
ゲームは1人プレイ用の「相撲人生出世モード」、2人対戦プレイ用の「親方気分で対戦モード」の2つのモードがある。本記事では主に前者を中心に解説する。

## 相撲人生出世モード

### システム
プレイヤーは力士として前頭十三枚目からスタートし、横綱に昇進して二場所連続優勝するとゲームクリアとなる。負け越しても降格などのペナルティはない。立合い、押し、寄り、叩き、突っ張り、投げ、吊りを駆使して相手の体力をゲージを減らし、自分の体力ゲージを上げて技をかけるのがこのゲームの対戦の流れ。技の出し具合によっては相手がぐらつくことがある。取組の後には親方から寸評をもらう。
プレイヤーキャラクターには「うでっぷし」という名前のレベルがあり、勝利を重ねることで徐々に上がっていく。またプレイ中断時には、成績表画面で閲覧できる「りきしのこころえ」（パスワード）を記録し、次回プレイ時にそれを入力することで中断時からプレイを再開できる。

### 特殊技
決まり手は「おしだし」「うわてなげ」「すくいなげ」といった、実際の大相撲に即したものがほとんどだが、特定のコマンドを入力することによって特殊な決まり手が発生する。
もろだし
組み合った状態で相手を3回押し、離れて張り手を1回、再び組み合って相手をつると、相手の廻しが取れて局部が丸出しになる。相手は局部を隠しながら真っ赤になり、すたこらと土俵から出て行ってしまう。「もろだし」という決まり手になる。あくまで特殊技の一つで、正式の決まり手ではない（不浄負けを参照。正確には反則負けである）。
すうぷれっくす
相手と離れた状態で3回突っ張りを当て、相手の体力ゲージが光ったら組み合って投げを打つと、自分の力士が相手の後ろに回りこみ、そのままプロレス技のジャーマン・スープレックスを繰り出す。
あびせたおし
一般的な相撲の決まり手の浴びせ倒しとは別物の技。プレイヤーが投げ技で負ける場合、2本の仕切り線の中だと（土俵の中央）画面外へ高く放り投げられる。空中にいる間、落下点をコントローラーで調節できるため、上手く自分の力士を土俵上の相手力士の上に落とすことができれば、そのまま相手力士は自分の力士に押し潰され、「あびせたおし」という決まり手になりプレイヤーの勝ちになる。また、相手力士を放り投げた場合はプレイヤーは土俵上を自由に動き回れるため、潰されないように移動することができる。あるいは、Aボタンを押しながらダッシュして相手の直前でもう1度Aボタンを押せばジャンプしてこの技を決めることができる。
ぶれえんばすたあ
自分が土俵際に追い詰められていてゲージ3個以下の状態でかつ相手の体力ゲージが光った状態で、相手が「押し」を入れてきた瞬間に上ボタン+Bボタンで「つり」を入力するとブレーンバスターを決めることができる。

### 裏技
1敗でもしている時、パスワードを取り、そのパスワードの6文字目を50音順の2つ前の文字と入れ替え、8文字目を50音順の4つ前の文字と入れ替える。このパスワードで始めると負け数が1つ減る。できなかった場合は、8文字目を50音順で12個後の文字に変えると成功する。

## 親方気分で対戦モード
前述した通り、2人対戦プレイモードとなり、4つの相撲部屋から好きな部屋を1つ選び、5対5の勝ち抜き戦を戦う。先に5人を倒した側の勝利。

## 登場キャラクター
ゲーム内に登場する力士のほとんどは架空の人物だが、関脇以上は当時の実在力士をモデルとした力士が登場する。
- 百代富士=千代の富士
- 大腹黒=双羽黒
- 黒東海=北勝海
- 小目錦=小錦
- 黒天竜=北天佑
- 満潮=朝潮

## 他機種版
Vアプリ版以外はファミリーコンピュータ版をエミュレートしたものである。
| No. | タイトル                                      | 発売日         | 対応機種                                          | 開発元                 | 発売元                 | メディア                              |
| --- | --------------------------------------------- | -------------- | ------------------------------------------------- | ---------------------- | ---------------------- | ------------------------------------- |
| 1   | つっぱり大相撲                                | 2003年10月1日  | Vアプリ （ボーダフォンライブ!）                   | TECMO Lab              | TECMO Lab              | ダウンロード                          |
| 2   | つっぱり大相撲                                | 2007年5月15日  | Wii                                               | テクモ                 | テクモ                 | ダウンロード （バーチャルコンソール） |
| 3   | つっぱり大相撲                                | 2013年6月19日  | ニンテンドー3DS                                   | コーエーテクモゲームス | コーエーテクモゲームス | ダウンロード （バーチャルコンソール） |
| 4   | つっぱり大相撲                                | 2014年10月8日  | Wii U                                             | コーエーテクモゲームス | コーエーテクモゲームス | ダウンロード （バーチャルコンソール） |
| 5   | つっぱり大相撲                                | 2016年11月10日 | ニンテンドークラシックミニ ファミリーコンピュータ | 任天堂                 | 任天堂                 | 内蔵ゲーム                            |
| 6   | ファミリーコンピュータ Nintendo Switch Online | 2019年2月13日  | Nintendo Switch                                   | 任天堂                 | 任天堂                 | ダウンロード                          |

## スタッフ
- プログラマー：猪瀬祥希
- 企画：吉沢秀雄
- 音楽：山岸継司
- サウンド・ドライバー：猪瀬祥希

## 評価
- ゲーム誌『ファミコン通信』の「クロスレビュー」では合計28点（満40点）[11]、『ファミリーコンピュータMagazine』の読者投票による「ゲーム通信簿」での評価は以下の通りとなっており、22.59点（満30点）となっている[1][12]。また、同雑誌1991年5月10日号特別付録の「ファミコンロムカセット オールカタログ」では、「かわいいキャラクタと本格的な技と試合のルールがゲームを盛り上げている」と肯定的に評価されている[1]。

| 項目 | キャラクタ | 音楽 | お買得度 | 操作性 | 熱中度 | オリジナリティ | 総合  |
| 得点 | 4.03       | 3.41 | 3.54     | 3.55   | 4.04   | 4.02           | 22.59 |

- ゲーム誌『ユーゲー』にてライターの藤井宏幸は、実名ではなくとも本物に似せた力士が登場する事を指摘した上で、「改めて面白さは別として、相撲らしさを見事に表現していると感じた」と称賛した[10]。また、まわしを掴むと格上の力士が有利になるため、格下の力士はつっぱりを続けるしかない点などを指摘し、「相撲の普遍性を『らしさ』だと納得して楽しめる人が当時は多かったからこそ、本作は今なお相撲ゲーム随一の人気と知名度を得ているのだろう」、「時代に恵まれた幸せな名作」と総括した[10]。

## 続編
つっぱり大相撲 平成版
- 1992年12月4日にPCエンジン用ゲームソフトとして発売された。開発元はナグザット。

つっぱり大相撲 立身出世編
- 1993年3月26日にスーパーファミコン用ゲームソフトとして発売された続編。ゲームシステムに大きな変更は無いが、レオタード姿に浮き輪状の廻しを締めた女性力士が使用可能な点が大きな特徴。
- 前作同様、実在の力士をモデルとした力士が登場する。
  - 百代富士=千代の富士
  - 鯉錦=小錦
  - 揚物=曙
  - 力島=霧島
  - 貴王子=貴ノ花
  - 井戸泉=水戸泉
  - 琴二引=琴錦
  - 昔丸=武蔵丸
  - 怒闘力=貴闘力
  - 鯨海=久島海
  - 水道山=旭道山
  - 技花田=若花田
  - 舞風=舞の海
  - 岩尾=寺尾
  - 己富士=巴富士
  - 三好里=三杉里

つっぱり大相撲 Wii部屋
- 2009年4月14日配信開始のWiiウェア。